# Les Seins de glace
Les Seins de glace is een Franse film van Georges Lautner die werd uitgebracht in 1974.
Het scenario is gebaseerd op de roman Someone is Bleeding (1953) van Richard Matheson.

## Verhaal
François Rollin is een schrijver die voor zijn nieuwe roman inspiratie zoekt aan de Côte d'Azur. Op het strand ontmoet hij Peggy, een vreemde, heel aantrekkelijke blonde vrouw. Ze gelijkt erg op de heldin die hij voor ogen heeft voor zijn roman. François valt onmiddellijk voor haar charmes. 
Hij heeft echter de indruk dat een waas van mysterie rond Peggy hangt en dat ze psychopatische trekjes vertoont. Peggy wordt omringd door Marc Rilson, een machtige advocaat, en zijn helpers. Wanneer er moorden worden gepleegd is Peggy de hoofdverdachte. Van Rilson verneemt François immers dat ze haar man met een ijspriem om het leven zou gebracht hebben.

## Rolverdeling
| Acteur                | Personage            |
| --------------------- | -------------------- |
| Claude Brasseur       | François Rollin      |
| Mireille Darc         | Peggy Lister         |
| Alain Delon           | Marc Rilson          |
| André Falcon          | commissaris Garnier  |
| Michel Peyleron       | Albert               |
| Nicoletta Machiavelli | de vrouw van Rilson  |
| Philippe Castelli     | de man op de parking |
| Jean Luisi            | de hoteluitbater     |